# Crunchyroll
Crunchyroll este un serviciu american de streaming over-the-top de video la cerere cu abonament deținut de Sony Group Corporation. Serviciul se ocupă în principal cu distribuirea de filme și seriale de televiziune produse de media din estul Asiei, inclusiv anime-uri japoneze, și are sediul localizat în San Francisco, California, cu o ramură japoneză aflată în Shibuya, Tokyo.
Lansat în mijlocul lui 2006 de un grup de absolvenți ai Universității Berkeley din California serviciul are peste 120 de milioane de utilizatori înregistrați în întreaga lume. Crunchyroll a fost anterior o filială Otter Media, însăși o filială WarnerMedia a AT&T, iar din 2016 până în 2018, serviciul a avut un parteneriat cu Funimation, care a fost achiziționat de Sony în 2017 și a fuzionat eventual în marcă în 2022 după achiziționarea lui Sony a Crunchyroll de la AT&T în 2021.
Crunchyroll este un membru a The Association of Japanese Animations (AJA). Mascota platformei este "Crunchyroll-Hime", de asemenea cunoscută și ca "Hime", introdusă în iunie 2013.
Crunchyroll oferă peste 1000 de seriale anime, mai mult de 200 de drame asiatice în peste 18 limbi și anterior a oferit peste 80 de tiluri manga ca Crunchyroll Manga, însă numărul de seriale disponibile variază în fiecare țară datorită restricțiilor de licențiere. Crunchyroll a atins un milion de abonați în 2017 și are peste 15 milioane de abonați plătiți din 2024.

## Prezența în România
Din 2022, Crunchyroll și Aniplex of America distribuie filme în cinematografele românești în parteneriat cu POM Anime și cu distribuitorul român InterCom FIlm.
| Nume film                                                 | Data Lansării      | Distribuitori | Box Office  |
| --------------------------------------------------------- | ------------------ | ------------- | ----------- |
| Jujutsu Kaisen 0                                          | 20 mai 2022        | POM Anime     | 963.158 RON |
| Dragon Ball Super: Super Hero                             | 2 septembrie 2022  | InterComFilm  | 498.535 RON |
| Sword Art Online ~ Progressive ~ Aria of a Starless Night | 10 martie 2023     | POM Anime     | 10.628 RON  |
| Sword Art Online ~ Progressive ~ Scherzo of Deep          | 10 martie 2023     | POM Anime     | 3.462 RON   |
| Demon Slayer: To The Swordsmith Village                   | 24 martie 2023     | InterComFIlm  | 410.476 RON |
| Suzume                                                    | 21 aprilie 2023    | InterComFIlm  | 460.434 RON |
| Demon Slayer: To The Hashira Training                     | 23 februarie 2024  | InterComFilm  | 652.901 RON |
| Haikyu!! The Dumpster Battle                              | 31 mai 2024        | InterComFilm  | 179.629 RON |
| Blue Lock - Episodul Nagi                                 | 12 iulie 2024      | InterComFilm  | 200.405 RON |
| My Hero Academia: You're Next                             | 18 octombrie 2024  | InterComFilm  | 117.955 RON |
| Demon Slayer: Infinity Castle (Partea 1)                  | 12 septembrie 2025 | InterComFilm  |             |
| Demon Slayer: Infinity Castle (Partea 2)                  | TBA                | InterComFilm  |             |
| Demon Slayer: Infinity Castle (Partea 3)                  | TBA                | InterComFilm  |             |

De asemenea, Crunchyroll a participat la East European Comic Con 26-28 August 2022 unde au difuzat pe scenă anime-uri.

## Istorie

### Începuturile

Logo-ul Crunchyroll original folosit din 2006 până în 2012, cu logo-ul semănând posibil cu sushi

Crunchyroll a început ca un serviciu de piratat cu subtitrări realizate de fani.
În 2008, Crunchyroll a asigurat o investiție de capital de 4.05 milioane de dolari de la firma de capital de risc Venrock. Această investiție a fost criticată de distribuitorii și licențiatorii Bandai Entertainment și Funimation. Pe 9 ianuarie 2009, Crunchyroll a început eliminarea materialelor ilegale de pe site și adăugarea serialelor licențiate. Pe 30 octombrie 2013 Crunchyroll a început distribuirea a 12 titluri manga prin Crunchyroll Manga.

### Proprietatea lui The Chernin Group

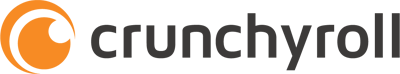
Logo utilizat din 2012 până în 2018

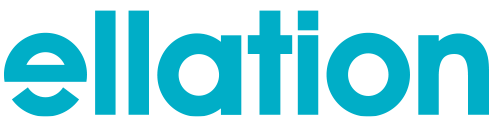
Ellation (2015–2023)

Pe 2 decembrie 2013, The Chernin Group a anunțat că a achiziționat majoritatea acțiunilor pentru 100 milioane de dolari.
Pe 22 aprilie 2014, AT&T și The Chernin Group au anunțat formarea unei companii mixte pentru a obține, a investi și a lansa servicii over-the-top. Ambele companii au investit 500 milioane de dolari în finanțare. Noua companie a fost numită Otter Media și a devenit proprietarul majoritar al lui Crunchyroll. Pe 3 august 2015, Otter Media a dezvăluit Ellation, o companie pentru serviciile de streaming deținute, incluzând VRV și Crunchyroll.

### Propietatea lui AT&T/WarnerMedia și producții interne

Logo utilizat din 2018 până în 2024

În ianuarie 2018, Otter Media a achiziționat restul de 20% din acțiuni ale companiei Crunchyroll de la TV Tokyo și alți investitori. În august 2018, AT&T a achiziționat restul companiei Otter Media de la The Chernin Group. În august 2018, serviciul a anunțat începutul producerii conținutului original de către Ellation Studios.
Pe 4 martie 2019 s-a anunțat că Otter Media va fi parte din Warner Bros. datorită eforturilor de reorganizare. Ca rezultat, Crunchyroll a difuzat anime pe canalul Adult Swim sub brandul Toonami. După o reorganizare ulterioară în mai 2019 Crunchyroll a fost mutat sub brandul WarnerMedia Entertainment.
Pe 6 septembrie 2019, Crunchyroll a anunțat că au devenit investitorul principal în Viz Media Europe.  Mai târziu a fost rebranduit în Crunchyroll EMEA, cu foste branduri Viz Media Europe devenind parte din brandul Crunchyroll.

### Proprietatea lui Sony
Pe 9 decembrie 2020, Funimation și proprietarul lui, Sony au anunțat că au ajuns la o înțelegere cu AT&T pentru a achiziționa Crunchyroll pentru aproximativ 1.175 miliarde de dolari. Cu toate acestea, pe 24 martie 2021, Departamentul de Justiție al Statelor Unite și-a extins verificarea achiziției.
Pe 9 august 2021, Sony a anunțat că a finalizat achiziția pentru compania Crunchyroll. Patru zile mai târziu Crunchyroll a anunțat că VRV era parte din achiziție. Pe 1 martie 2022 a fost anunțat că Funimation, Wakanim și VRV vor fi alipite în Crunchyroll. În plus, Funimation Global Group LLC va fi redenumit și va fuziona cu Crunchyroll LLC.

## Crunchyroll Originals
Pe 25 februarie 2020, Crunchyroll a anunțat primele șapte seriale cu eticheta de Crunchyroll Originals. Acestea sunt anime-uri sau alte seriale de animație care sunt coproduse sau produse direct de companie. Deși Crunchyroll coproducea de dinainte titluri anime, lista include doar seriale care au fost oficial numite Originals. După achiziția de către Sony, brandul a fost întrerupt, iar studiourile Crunchyroll de producție au fost închise.
Seriale sub brandul „Crunchyroll Originals” au fost:
| Title                                    | Difuzare                              | Episoade |
| ---------------------------------------- | ------------------------------------- | -------- |
| In/Spectre                               | 11 ianuarie 2020 - 28 martie 2020     | 12       |
| Tower of God                             | 1 aprilie 2020 - 24 iunie 2020        | 13       |
| The God of High School                   | 6 iulie 2020 - 28 septembrie 2020     | 13       |
| Gibiate                                  | 15 iulie 2020 - 30 septembrie 2020    | 12       |
| Tonikawa: Over the Moon for You          | 3 octombrie 2020 - 19 decembrie 2020  | 12       |
| Noblesse                                 | 7 octombrie 2020 - 30 decembrie 2020  | 13       |
| Onyx Equinox                             | 21 noiembrie 2020 - 26 decembrie 2020 | 12       |
| So I'm A Spider, So What?                | 8 ianuarie 2021 - 3 iulie 2021        | 24       |
| Dr. Ramune Mysterious Disease Specialist | 10 ianuarie 2021 - 28 martie 2021     | 12       |
| Ex-Arm                                   | 11 ianuarie 2021 - 29 martie 2021     | 12       |
| Fena: Pirate Princess                    | 15 august 2021 - 24 octombrie 2021    | 12       |
| High Guardian Spice                      | 26 octombrie 2021 - 26 octombrie 2021 | 12       |
| Blade Runner: Black Lotus                | 14 noiembrie 2021 - 6 februarie 2022  | 13       |
| FreakAngels                              | 27 ianuarie 2022 - 27 ianuarie 2022   | 9        |
| Shenmue: The Animation                   | 6 februarie 2022 - 1 mai 2022         | 13       |
| Meiji Gekken: 1874                       | 14 ianuarie 2024 - 24 martie 2024     | 10       |

## Crunchyroll Channel
Pe 4 octombrie 2023 Sony a anunțat lansarea canalului de televiziune de streaming gratuit, Crunchyroll Channel, în Statele Unite ale Americii, printr-un parteneriat dintre Crunchyroll, LLC și Game Show Network, LLC. 
Platforma a fost inițial lansată pe 11 octombrie 2023 pe The Roku Channel, LG Channels și Vizo WatchFree+, iar mai târziu a devenit disponibil și pe Amazon Freevee pe 17 octombrie, și pe Pluto TV pe 5 februarie 2024. Primele seriale difuzate au fost episoade dublate în engleză din: Horimiya, Ranking of Kings, Moriarty the Patriot, Psycho-Pass, Arifureta: From Commonplace to World’s Strongest, Sugar Apple Fairy Tale, To Your Eternity, Code Geass.

## Dispozitive și funcții
Crunchyroll este disponibil global (cu excepția a părți din Asia, Rusia și Belarus) și poate fi accesat utilizând un browser pe calculatoare, sau cu aplicația Crunchyroll de pe playere Blu-Ray, dispozitive mobile(IOS/iPadOS, Android și Windows Phone), console de jocuri video(Xbox One, Xbox Series X/S, PlayStation 4/5,PlayStation Vita și Nintendo Switch), SmartTV-uri (LG, Samsung și Sony), playere media (Apple TV, Roku, Google Chromecast, Amazon Fire TV, Tizen OS, Android TV și Google TV), playere externe (precum Xiaomi Mi Box S sau Nvidia Shield TV) și căști de realitate virtuală (care rulează visionOS). Este de asemenea compatibil cu cu sistemele de operare Windows și macOS pentru dispozitive desktop sau laptop-uri. Totodată, este disponibil prin canale Prime Video în SUA, Canada, Suedia și UK, cu noi teritorii care au devenit disponibile de-a lungul anului 2024.

## Anime Awards
Crunchyroll Anime Awards sunt premii anuale oferite anime-urilor din anul precedent. Crunchyroll alege douăzeci de judecători care după creează o listă cu șase seriale nominalizate din fiecare categorie. Această listă devine publică și lumea votează câștigătorii.

## Crunchyroll Expo

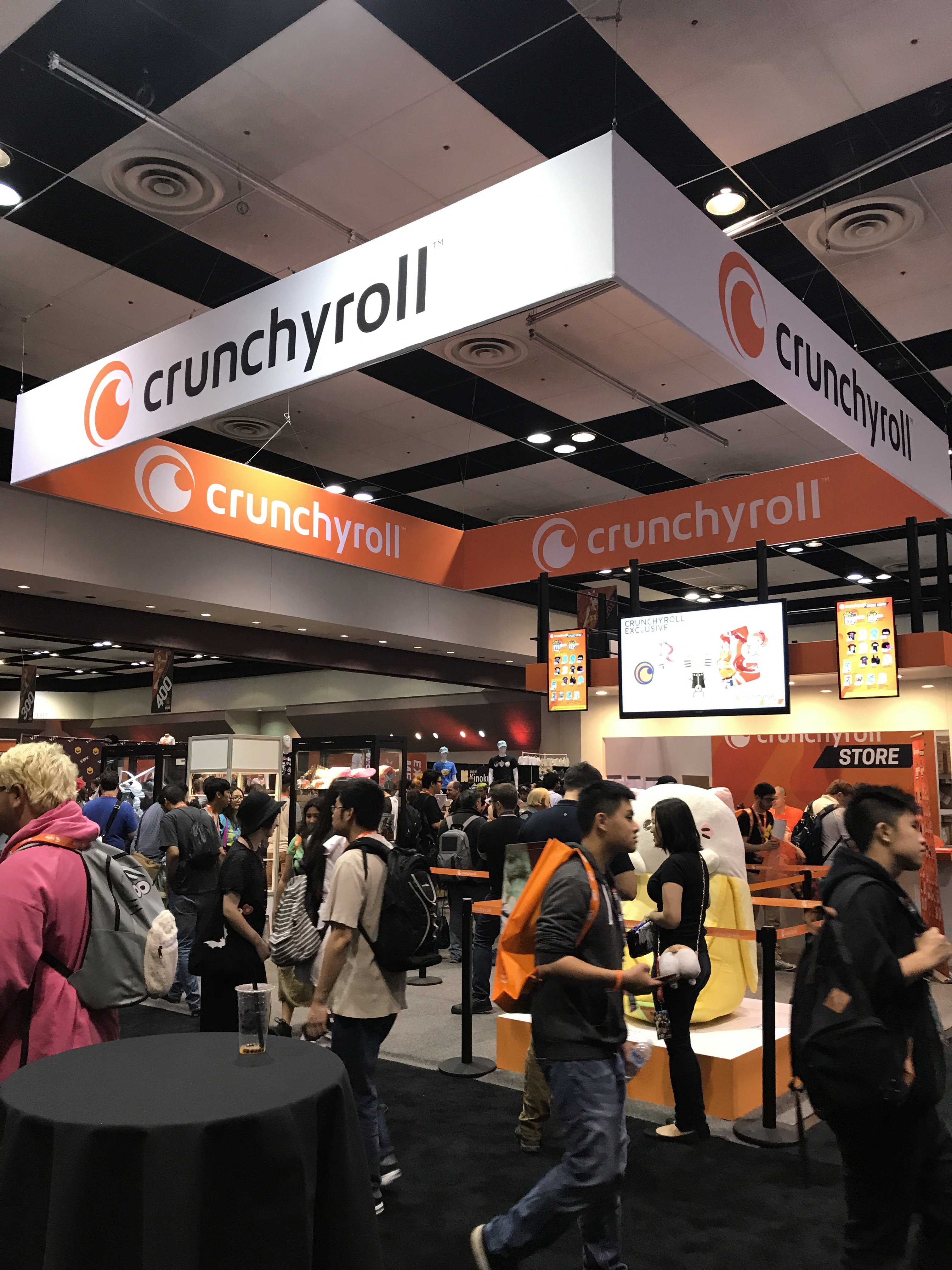
Crunchyroll Store la Crunchyroll Expo 2017

Crunchyroll Expo (CRX) este o convenție anime care se ține anual în San Jose, California din 2017. Crunchyroll a ținut o expoziție în Australia în 2022. Pe 2 februarie 2023, la șase luni după ce a anunțat datele și locația, Crunchyroll a dezvăluit că evenimentul său principal din 2023, care urma să aibă loc în San Jose, va fi anulat pentru a "se concentra pe participarea la o listă în creștere de expoziții și festivaluri din întreaga lume". Din acea zi evenimentul nu s-a mai ținut.

## Crunchyroll Game Vault
Crunchyroll Game Vault este o bibliotecă de jocuri video mobile, introdusă pe 7 noiembrie 2023, pentru abonați. Primele jocuri introduse sunt: Captain Velvet Meteor: The Jump+ Dimensions, River City Girls, Wolfstride, Behind the Frame: The Finest Scenery și Inbento.

## Recepție
Crunchyroll a fost, în general, bine primit ca serviciu de streaming dedicat anime-urilor. IGN a evidențiat transmisiunile simultane ale noilor seriale, în același timp cu difuzarea lor în Japonia. Deși PCMag a fost impresionat de selecția de seriale disponibile, recenzenții au considerat că interfața utilizatorului este prea aglomerată.
Producțiile Crunchyroll Originals au fost primite mai puțin favorabil. May Callum de la Anime News Network a evidențiat problemele de producție cu care s-au confruntat aceste seriale, atât în cazul producțiilor interne, cât și al coproducțiilor între SUA și Japonia.

## Controverse
Crunchyroll a fost acuzat de acțiuni anti-sindicale și de încercări de a împiedica organizarea sindicală în activitatea sa de dublaj în limba engleză. După ce a trecut la înregistrări de acasă în timpul pandemiei de COVID-19, Crunchyroll a anunțat revenirea la înregistrările în studio în mai 2022. Ulterior, Crunchyroll a început să angajeze în principal actori din Texas pentru a folosi studioul din acest stat. Deoarece Texas este un stat cu legislație „right-to-work” (dreptul de a lucra fără obligația de a adera la un sindicat), Coaliția Actorilor de Dublaj (CODA) a susținut că această schimbare de politică a fost o încercare de a împiedica sindicalizarea actorilor de dublaj și i-a încurajat pe aceștia să facă presiuni asupra Crunchyroll pentru a semna un contract sindical cu SAG-AFTRA. În septembrie 2022, Crunchyroll l-a concediat pe Kyle McCarley din rolul protagonistului din Mob Psycho 100. McCarley, membru SAG-AFTRA, se oferise să lucreze pe un contract non-sindical pentru sezonul trei, cu condiția ca Crunchyroll să se întâlnească cu reprezentanți ai SAG-AFTRA pentru a discuta eventuale contracte viitoare, dar Crunchyroll a refuzat. În iunie 2023, Crunchyroll a interzis în mod ilegal dezvoltatorilor jocului mobil Tower of God: New World să distribuie roluri actorilor din anime, deoarece producția jocului era acoperită de un contract sindical.
După achiziția de către Sony, Departamentul de Justiție al Statelor Unite a analizat planul Sony de a combina Funimation și Crunchyroll într-un singur serviciu, ca un posibil caz de încălcare a legislației dreptului concurenței. Coaliția Actorilor de Dublaj a numit compania fuzionată un „punct de blocaj al puterii” în industria de dublaj. Comic Book Resources a numit fuziunea un monopol și a observat că aceasta a dus la creșteri de prețuri pentru clienții Funimation existenți, în ciuda faptului că serviciul era disponibil în mai puține țări. În februarie 2024, Crunchyroll a anunțat că nu va onora achizițiile digitale de anime ale clienților Funimation, ceea ce a generat reacții negative.
În octombrie 2024, Crunchyroll a fost acuzat de furt de corespondență de către actorul de voce David Wald. Potrivit lui Wald, timp de cinci ani, compania a primit scrisori de la fani adresate lui și le-a dat în schimb angajaților. Crunchyroll a declarat că nu a deschis intenționat corespondența destinată altora și că investighează situația. Câteva săptămâni mai târziu, Wald a anunțat că a renunțat la rolul său de actor de voce în limba engleză al personajului Gajeel Redfox din Fairy Tail și că nu va mai reveni în studiourile Crunchyroll după această acuzație.